# Noyers (Yonne)
Noyers je francouzská obec v departementu Yonne, v regionu Burgundsko-Franche-Comté. V roce 2008 zde žilo 715 obyvatel. Leží u řeky Serein.